# Eagle (Nueva York)
Eagle es un pueblo ubicado en el condado de Wyoming en el estado estadounidense de Nueva York. En el año 2000 tenía una población de 1194 habitantes y una densidad poblacional de 13 personas por km².

## Geografía
Eagle se encuentra ubicado en las coordenadas 42°34′4″N 78°15′17″O / 42.56778, -78.25472.

## Demografía
Según la Oficina del Censo en 2000 los ingresos medios por hogar en la localidad eran de $36,765, y los ingresos medios por familia eran $41,116. Los hombres tenían unos ingresos medios de $32,007 frente a los $22,216 para las mujeres. La renta per cápita para la localidad era de $20,829. Alrededor del 11.3% de la población estaban por debajo del umbral de pobreza.